# Ray Radziszewski
Raymond A. Radziszewski, detto Ray (Jersey City, 1º marzo 1935), è un ex cestista statunitense, professionista nella NBA.

## Carriera

### Giovanili
Radziszewski frequentò la James J. Ferris High School di Jersey City, diplomandosi all'età di 16 anni senza l'aiuto di alcuna borsa di studio sportiva. Dopo aver iniziato a lavorare per una società di intermediazione di New York, mentre giocava per la squadra della compagnia venne notato da un ex-alunno della Saint Joseph's University, che riuscì a farlo partecipare ad un provino con il coach Bill Ferguson. Nonostante l'offerta di borsa di studio al Saint Michael's College, Radziszewski accettò la proposta del Saint Joseph's. In quattro stagioni, conquistò una media di 14.3 punti e 15.5 rimbalzi come senior con gli Hawks. L'ultimo anno venne inserito nella squadra della stagione del Philadelphia Big 5.

### Carriera professionistica
Venne selezionato dai Philadelphia Warriors con la sesta scelta del quarto giro (30ª assoluta) del Draft NBA 1957. Con i Warriors disputò una partita nel 1957-58.
facendo registrare due rimbalzi e un assist, prima di essere rilasciato. In seguito, firmò per la nuova franchigia degli Allentown Jets  in Eastern Professional Basketball League.
Nel 1958 si arruola nell'Esercito degli Stati Uniti d'America, dove continuò a giocare a pallacanestro nella squadra di servizio di Fort Dix, base militare in cui era di stanza. Nel 1960, mentre ancora prestava servizio militare, venne ingaggiato dagli Scranton Miners in EPBL, dove rimase per due stagioni prima di ritirarsi dal professionismo.

### Dopo il ritiro
All'età di 86 anni, ad Aprile 2021 Radziszewski tornò alla Saint's Joseph su spinta della nipote, senior quell'anno alla stessa università del nonno. Nella sua visita, Radziszewski firmò il "The Iron Wall", entrando così nella Hall of Fame del college.

## Statistiche

### NBA

#### Regular season
| Anno | Squadra               | PG | PT | MP | TC% | 3P% | TL% | RP  | AP  | PRP | SP  | PP  |
| ---- | --------------------- | -- | -- | -- | --- | --- | --- | --- | --- | --- | --- | --- |
| 1957 | Philadelphia Warriors | 1  | 0  | 0  | 0   | 0   | 0   | 2,0 | 1,0 | 0   | 0,0 | 0,0 |